# اندی شور
اندی شور (انگلیسی: Andy Shore؛ زادهٔ ۲۹ دسامبر ۱۹۵۵) بازیکن فوتبال اهل بریتانیا است.
از باشگاه‌هایی که در آن بازی کرده‌است می‌توان به باشگاه فوتبال منزفیلد تاون اشاره کرد.